# Dear Esther
A Dear Esther egy először 2008-ban közzétett videójáték, ami azonban csak 2012-ben ért el számottevő sikert, miután jelentősen átalakítva újra kiadásra került a Thechineseroom által. Ez a játék volt az első "sétaszimulátor". Az ilyen kalandjátékok jellemzője, hogy a játékosnak nem vagy csak minimális mértékben van lehetősége az interakcióra a játékon belül, helyette a hangsúly a játék által művészien bemutatott világ vagy történet a játékos általi befogadásán van.

## Koncepció
A játék során a játékos egy kisebb lakatlan szigetet jár be a skót Hebridákon. Nincsenek teljesítendő feladatok, csupán a nyilakkal irányított sétálás lehetséges. A sziget bejárása alatt egy személy gondolatai és feljegyzései hallhatóak saját életéről, egy Esther nevű nőről, egy Paul nevű férfiről, valamint két, a múltban a szigeten élt emberről. A sziget bejárása során a játékos egyre több információhoz jut, amelyek segítségével önállóan értelmezheti a töredékes történetszálakat.

## Fogadtatás
A játékot sokan forradalmi jelentőségűnek tartották, hiszen szembement a videójátékok alapvető koncepciójával, az interakcióval. Sokan ma is megkérdőjelezik, hogy lehet-e a Dear Esthert videójátéknak tekinteni. Az elmúlt évek során azonban számos sétaszimulátor-jellegű játékot adtak ki, ami a Dear Esther által képviselt szemlélet iránti növekvő érdeklődés bizonyítéka.